# Jan Żmudzki
Jan Żmudzki (ur. 1947) – polski lekarz weterynarii, emerytowany profesor doktor habilitowany nauk weterynaryjnych, specjalność toksykologia weterynaryjna i środowiskowa, kierownik Zakładu Farmakologii i Toksykologii Państwowego Instytutu Weterynaryjnego w Puławach, członek zarządu Polskiego Towarzystwa Nauk Weterynaryjnych i Polskiego Towarzystwa Toksykologicznego. W 2015 odznaczony został Krzyżem Oficerskim Orderu Odrodzenia Polski 31 grudnia 2017 przeszedł na emeryturę.